# Trouble déficit de l'attention avec ou sans hyperactivité
Pour les articles homonymes, voir TDA et ADD.
 Mise en garde médicale
Le trouble du déficit de l'attention avec ou sans hyperactivité (TDAH ; en anglais : attention deficit hyperactivity disorder, ADHD) est un trouble du neurodéveloppement provoquant trois types de symptômes pouvant se manifester seuls ou combinés : des difficultés d'attention et son contrôle, des symptômes d'hyperactivité, et d'hyperkinésie. Des problèmes de gestion de l'impulsivité peuvent également survenir. En français, les initiales de ce trouble sont « TDAH », le sigle « TDA » — sans le « H » — étant de moins en moins utilisé, puisque dans tous les cas, il y a une hyperactivité mentale (et souvent une impulsivité).

## Présentation
Le TDAH est un trouble marqué par des symptômes d'inattention, d'hyperactivité et d'impulsivité. Ses causes ne sont pas bien isolées mais portent une part génétique à l'héritabilité marquée. Certaines hypothèses le relient à un ensemble de gènes impliqués dans la régulation de la dopamine et de la noradrénaline[source insuffisante]. Il est également conditionné par des facteurs environnementaux qui dans une minorité des cas seraient déterminants[réf. nécessaire].
Les symptômes débutent durant l'enfance. L'enfant atteint de TDAH connaît alors une maturation du cerveau atypique avec un délai de maturation plus important dans la majorité des zones cérébrales. À l'âge adulte, les différences de volume des aires du cerveau concernées ne sont plus significativement perceptibles par l'imagerie médicale, pourtant, les symptômes persistent dans une proportion variable selon les critères utilisés. La fréquence du TDAH dans la population serait d'environ 2,5 % chez les adultes et 5 % pour les enfants, spécifiquement en France selon la HAS, 3,5 % à 5,6 % des enfants en seraient atteints. Nonobstant le fait que la détection du trouble est plus complexe chez les filles et femmes de par les symptômes généralement de type inattentif, plus difficiles à détecter, que les symptômes de type hyperactif/impulsif, plus souvent exhibés par les garçons et les hommes, le TDAH se retrouve plus souvent chez les sujets masculins, dans une proportion de deux garçons atteints pour une fille, et 1,6 homme pour 1 femme.
Le TDAH a en partie été décrit cliniquement dès la fin du XVIIIe siècle. Il a reçu par la suite différentes appellations. Ainsi, en 1968, lors de la publication du DSM-II, le syndrome est qualifié de « réaction hyperkinétique de l'enfance » et ne concerne alors que l'enfant. Les années 1960 marquent également une grande avancée dans sa prise en charge avec l'utilisation du méthylphénidate comme traitement efficace. Depuis, sa description a été complétée, avec l'apparition pour la première fois dans le DSM-V de la description des symptômes à l'âge adulte, et les prises en charge sont de mieux en mieux décrites par les organismes de santé des États.
En France, le trouble est aujourd'hui reconnu lorsque ces symptômes se manifestent de manière persistante, sur six mois ou plus, et de manière suffisamment importante pour poser un obstacle développemental ou perturber l'insertion sociale ou encore le travail scolaire. Le Manuel diagnostique et statistique des troubles mentaux 5e édition révisée (DSM-5), indique que le TDAH peut être comorbide à de multiples autres troubles, comme le trouble oppositionnel avec provocation (TOP) ou le trouble explosif intermittent (TEI) ainsi que de multiples troubles spécifiques des apprentissages, des troubles du sommeil, des troubles anxieux, des troubles de l'humeur.
La Haute Autorité de santé en France, comme la Société canadienne de pédiatrie, conseillent pour le traitement du TDAH chez les enfants de privilégier en premier lieu la prise en charge des symptômes via des thérapies non médicamenteuses, pour essayer d'en réduire l'effet sur la vie quotidienne. Il est ainsi recommandé de privilégier un encadrement psychologique ou neuropsychologique ; les instructions ne portant que sur la prise en charge des enfants, le discours est orienté sur les thérapies cognitivo-comportementales (TCC), les aménagements éducatifs et le soutien à l'enfant et aux parents. En second lieu seulement le traitement médicamenteux est envisagé,,. Les médicaments utilisés pour traiter le TDAH incluent des psychostimulants comme le méthylphénidate (MPH) — qui est la seule molécule commercialisée en France, uniquement délivrée sous ordonnance hospitalière avant 2021, et qui depuis 2021, peut être prescrite initialement par n'importe quel neurologue, psychiatre, ou pédiatre de ville —, la lisdexamfétamine, ou encore l'adderall, ou peuvent être des médicaments non stimulants dont l'effet est moins immédiat, comme l'atomoxétine et la guanfacine, ou encore certains types d'antidépresseurs, notamment des antidépresseurs tricycliques.
En dépit du progrès scientifique qui a permis d'améliorer sa compréhension, son diagnostic et sa prise en charge, le TDAH continue de faire l'objet de nombreuses controverses, sur le mauvais usage des médicaments prescrits, le surdiagnostic chez les enfants et notamment les garçons, le sous-diagnostic chez les adultes et les filles et femmes, les différences de prévalence, l'existence et la prévalence de sa persistance à l'âge adulte, ou encore l'existence même du trouble s'appuyant sur des théories du complot accusant les laboratoires pharmaceutiques,.

## Historique et classifications

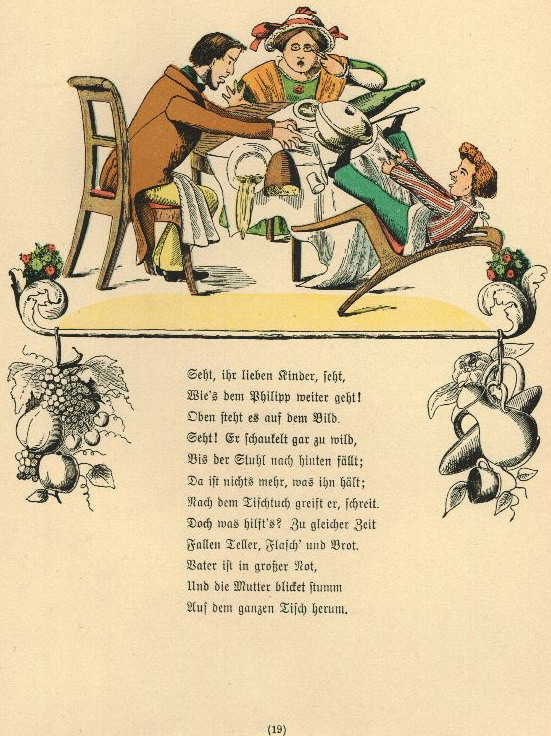
Deuxième page du conte de Zappel-Philipp, quand le garçon tombe à la renverse dans sa chaise.

Les historiens de la psychiatrie font remonter les premières descriptions cliniques à 1798, lorsqu'Alexander Crichton décrit « un état morbide [caractérisé par une] incapacité à porter attention avec un degré de constance suffisante à un objet donné » dans un des rares ouvrages publiés à l'époque sur les maladies mentales. C'est dans un chapitre sur l'attention et les maladies du livre second qu'il décrit ce qu'est l'attention, et procède par la suite à la description du phénomène d'« inattention morbide » dû à une « sensibilité anormale des nerfs ».
La première description de l'hyperactivité est parfois attribuée à Heinrich Hoffmann, un psychiatre et écrivain allemand, qui utilise le personnage de Zappel-Philipp (« Philippe qui gigote », 1844) dans l'un de ses contes illustrés pour enfants ; c'est l'histoire d'un enfant perpétuellement agité qui, sur fond de réprimandes de ses parents, finit par tomber à la renverse et emporter avec lui la nappe et tout le dîner. Un autre conte, ajouté au même recueil (« Struwwelpeter » en 1847) et intitulé « Die Geschichte von Hans Guck-in-die-Luft » (« L'histoire de Hans-tête-en-l'air »), a aussi été associé par plusieurs auteurs à des symptômes d'inattention propres au TDAH. Ces auteurs s'accordent sur le fait qu'au moins une histoire, celle de Zappel-Philipp, serait la première description du TDAH chez l'enfant, mais cela ne fait pas consensus ; par exemple E. Seidler y voit plutôt le récit d'un conflit intrafamilial classique entre un père et son fils turbulent.
Des descriptions de plus en plus précises et en termes médicaux sont faites à la fin du XIXe siècle et à l'orée du XXe siècle. Victor Bigot introduit en 1877 le terme d'instable : « l'instable ne déraisonne pas; ses actes seuls sont souvent déraisonnables » ; il en fait « le premier degré des anomalies inférieures » où « l'intelligence n'est pas amoindrie comme dans la demi-imbécilité ». Désiré-Magloire Bourneville, un neurologue français, précise en 1887 la notion d’« instabilité mentale » et décrit en 1897 le cas d'enfants instables dont le comportement s'apparente clairement au trouble de déficit d'attention avec hyperactivité, qui pour lui s'apparentait à une forme de handicap mental. Emil Kraepelin en 1898, Jean Demoor (ru) en 1901 précèdent George Frederic Still (en) avec leurs descriptions de tempéraments instables et versatiles, de troubles de l'activité et de manque de discipline.
George Still détaille en 1902 dans une conférence qu'il fait plus tard publier dans The Lancet, le cas d'enfants qui, bien que n'ayant pas de déficit intellectuel, présentent ce qu'il appelle un « défaut du contrôle moral », termes par lesquels il désigne dans son cours l'incapacité à contrôler son comportement. Il note aussi la disproportion entre garçons et filles puisque sur les vingt cas d'enfants étudiés, quinze sont des garçons et cinq des filles.
Ce tableau nosologique est repris dans le monde francophone par Bourneville et complété par les études de Georges Paul-Boncour (1866-1960) et de Jean Philippe, s'intéressant notamment aux effets de cette instabilité mentale sur les performances scolaires.
À partir des années 1960, le terme apparaît dans les classifications,.
La classification internationale des maladies (CIM-10) définit les troubles hyperkinétiques (code F90) comme des « troubles caractérisés par un début précoce (habituellement au cours des cinq premières années de la vie), un manque de persévérance dans les activités qui exigent une participation cognitive et une tendance à passer d'une activité à l'autre sans en finir aucune, associés à une activité globale désorganisée, incoordonnée et excessive ».
Selon le Manuel diagnostique et statistique des troubles mentaux (DSM-5), le trouble déficit de l'attention/hyperactivité (TDAH) se caractérise par deux séries de manifestations : le déficit de l’attention d’un côté et l’hyperactivité-impulsivité de l’autre.
Selon la classification française des troubles mentaux de l'enfant et de l'adolescent (CFTMEA), le trouble de l'attention sans hyperkinésie (code 6.13), classé parmi les troubles cognitifs et des acquisitions scolaires, dans le chapitre trouble du développement et des fonctions instrumentales, et l’hyperkinésie avec troubles de l'attention (code 7.00), classée parmi les troubles des conduites et des comportements, est caractérisée « sur le versant psychique ; [par] des difficultés à fixer l'attention, un manque de constance dans les activités qui exigent une participation cognitive, une tendance à une activité désorganisée, non coordonnée et excessive, et un certain degré d'impulsivité ; sur le plan moteur : [par] une hyperactivité ou une agitation motrice incessante ».

## Diagnostic
Comme d'autres troubles psychiques, le diagnostic de TDAH repose sur un ensemble de critères cliniques qui font consensus parmi les psychiatres, psychologues cliniciens et psychomotriciens car plus ou moins communs à l'ensemble des personnes qui souffrent de cette pathologie et suffisamment spécifiques pour distinguer ce trouble des autres maladies psychiatriques. Le diagnostic est tout de même médical et sera fait dans la plupart des pays francophones sur la base de 1 à 2 entretiens avec un psychiatre ou un neurologue.

### Symptômes
Une triade de symptômes est caractéristique : l'inattention, l'hyperactivité et l'impulsivité. 
Les symptômes observés doivent être persistants depuis au moins six mois, et survenir dans différents contextes ou situations de vie. Ils doivent présenter un certain degré de sévérité par rapport à d'autres enfants du même âge et entraîner une situation de handicap pour l'enfant ou l'adulte concerné.
Ces symptômes peuvent varier selon le contexte. Ils auront tendance à se majorer dans les situations qui exigent un effort intellectuel et/ou d'attention, dans les situations monotones ou non structurées ou encore en cas de fatigue. À l'inverse, ils diminueront en situation duelle, en situation nouvelle ou si une récompense est prévue ou en cas de renforcement fréquent des comportements appropriés.

#### Déficit d'attention

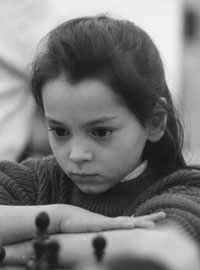
Soutenir son attention durant une certaine durée peut sembler impossible à un enfant ou un adulte ayant un TDAH.

La personne inattentive peut sembler ne pas écouter quand on lui parle. Elle a tendance à ne pas obéir aux consignes ou à être facilement distraite. Elle a des difficultés à organiser ses travaux et ses activités. Elle évite ou fait à contrecœur les tâches qui nécessitent un effort mental soutenu. Elle perd souvent les objets nécessaires à son travail ou à ses activités.

#### Hyperactivité-impulsivité

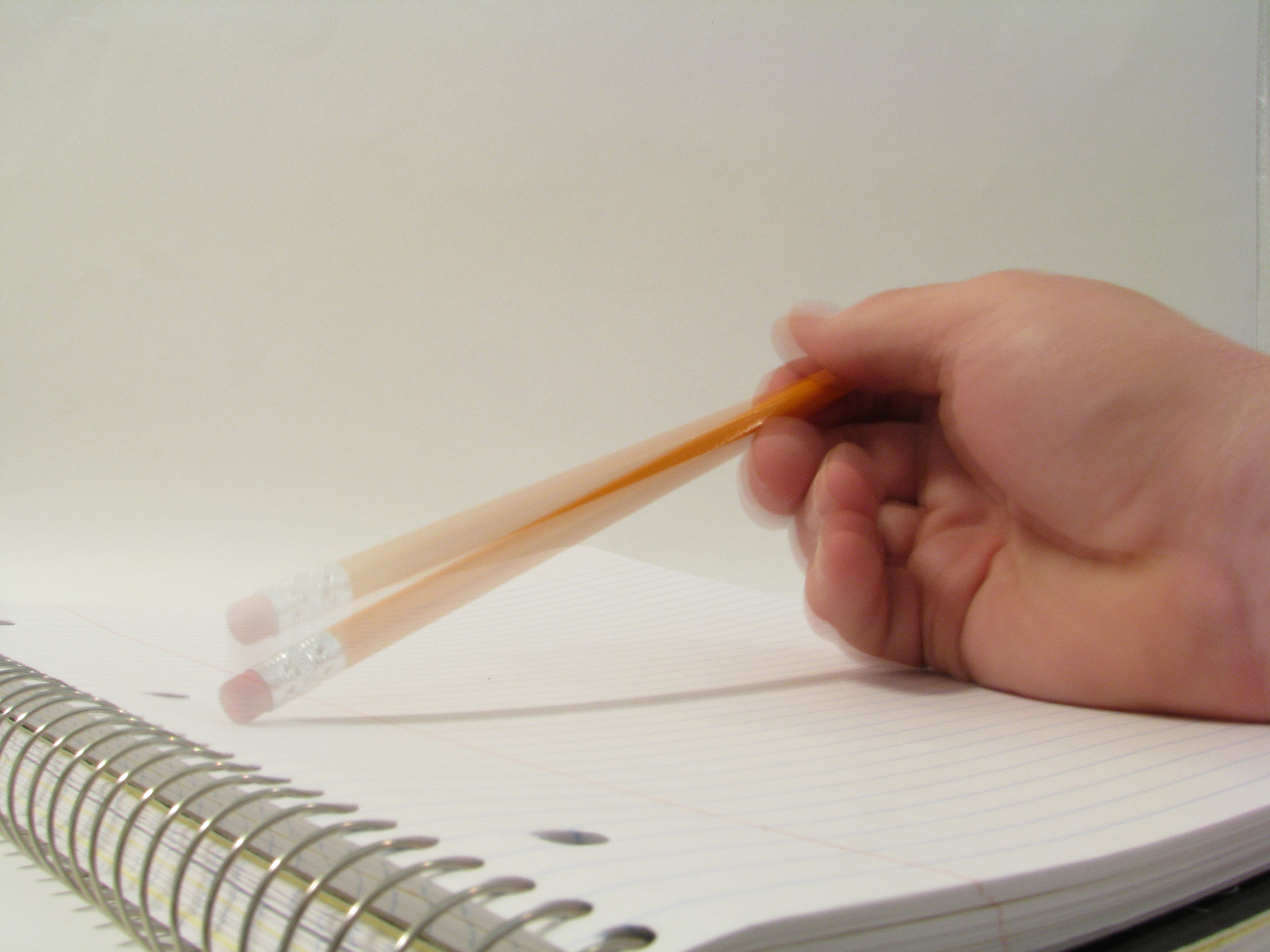
Symptôme partagé avec beaucoup de personnes non-TDAH, le besoin de bouger, tripoter des objets ou taper ou cliquer des stylos est un des traits d'hyperactivité.

La personne hyperactive-impulsive aime souvent courir ou sauter dans des situations où cela n’est pas approprié. Elle a des difficultés à attendre son tour. Elle se précipite pour répondre aux questions sans attendre qu’on ait terminé de les poser.
L'hyperactivité est caractérisée par une grande excitation, le plus souvent physique. L'impulsivité, pour sa part, s'observe par la prise de décisions irréfléchies. Dans les deux cas, ces comportements sont dus à un manque d'inhibition.

#### Procrastination
La procrastination est fréquente bien qu’elle ne figure pas parmi les critères diagnostiques officiels du DSM-5. Elle serait un symptôme indirect, lié à des dysfonctionnements des fonctions exécutives du cerveau, notamment dans le cortex préfrontal ; les recherches en neuropsychologie montrent que les personnes avec un TDAH présentent, :
- une difficulté à initier et planifier les tâches (dysfonction exécutive) ;
- une cécité temporelle, altérant la perception du temps et la gestion des délais ;
- une hypersensibilité émotionnelle et une paralysie décisionnelle face aux tâches complexes ou peu stimulantes ;
- une altération du système dopaminergique, réduisant la motivation pour les tâches sans récompense immédiate.

Ces difficultés suscitent un cycle d’évitement, où la tâche est repoussée, générant stress, culpabilité et parfois un hyperfocus de dernière minute. Contrairement à une simple paresse, la procrastination liée au TDAH est un symptôme neurocognitif qui peut impacter significativement la vie quotidienne, les relations sociales et l’estime de soi.

## Combinaison et alternance: Inattention / Hyperactivité / Impulsivité
Les adultes ayant un trouble déficit de l'attention avec ou sans hyperactivité alternent souvent entre deux ou trois de ces types, avec des cycles courts (quelques heures ou jours).

### Mémoire de travail verbale
Une méta-analyse a révélé que les enfants et les adolescents atteints de TDAH ont de moins bonnes performances en mémoire de travail verbale par rapport aux individus témoins. De plus, ces difficultés diminuent avec l'âge.

### Vision
Le trouble déficit de l'attention avec hyperactivité (TDAH) est associé à un risque accru de certains problèmes de vision tels que l'astigmatisme, l'hypermétropie, le strabisme et la réduction du point de convergence près. Cependant, aucune différence significative n'a été observée en ce qui concerne l'épaisseur de la couche de fibres nerveuses rétiniennes ou l'erreur de réfraction, ce qui suggère que le TDAH est lié à certains problèmes de vision, mais qu'il n'y a pas de différences au niveau des aspects structurels de l'œil.
En outre, il a été constaté une augmentation du retard dans la mise au point sur des objets proches chez les personnes atteintes de TDAH. Cela signifie qu'ils peuvent rencontrer des difficultés à ajuster rapidement leur vision pour se focaliser sur des objets situés à une distance rapprochée. Ce retard peut entraîner une réduction de l'efficacité visuelle et affecter la capacité à voir clairement les détails des objets à proximité.
De plus, une variabilité de la réponse accommodative a été observée chez les personnes atteintes de TDAH. Cela signifie que leur capacité à ajuster leur vision pour se focaliser sur des objets proches peut varier d'une occasion à l'autre, ce qui peut entraîner des difficultés à maintenir une mise au point stable. Cette variabilité peut se traduire par des fluctuations dans la netteté de la vision à différentes distances, ce qui peut avoir un impact sur la précision visuelle globale chez les personnes atteintes de TDAH.

### Perception du temps
Les enfants et les adolescents atteints de TDAH ont une perception moins précise du temps et ont tendance à surestimer sa durée par rapport aux individus sans TDAH. Les différences de perception du temps entre les deux groupes ne sont pas significativement influencées par le type de tâches de temporisation ou la modalité des stimuli utilisés. Cependant, l'âge et le sexe ont été identifiés comme des facteurs modérateurs qui peuvent influencer les résultats.

### Diagnostic et évaluation
Le diagnostic du TDAH est généralement porté par un médecin spécialiste à l'issue de différents entretiens cliniques et d'évaluations par différents intervenants.
Les symptômes peuvent être évalués à l'aide de différents questionnaires qui permettent de recueillir et quantifier les symptômes. Les plus couramment utilisés sont le Conners, l'ADHD-Rating Scale et le SNAP-IV.
La littérature sur le TDAH ne recommande pas d'outil en particulier, car ils sont souvent similaires, mais les articles soulignent la nécessité de passer en revue tous les symptômes, leur sévérité, l’envahissement, et le handicap ressenti, et d’obtenir un aperçu complet pour identifier les éventuelles comorbidités.
Un certain nombre d'intervenants vont permettre de bien évaluer les difficultés, ainsi peuvent être pratiqués :
- le bilan orthophonique, s’il existe des troubles des apprentissages ;
- le bilan psychomoteur, pour évaluer la motricité et compléter l'évaluation des difficultés générées par la présence du trouble ;
- le bilan ergothérapique, pour l'impact sur les activités de vie quotidienne ;
- le bilan psychologique qui comprend les tests psychométriques d'intelligence, à interpréter avec précaution dans ce cadre ;
- l’examen neuropsychologique, qui permet de pratiquer des tests d'attention et d'évaluer la mémoire et les fonctions exécutives ;
- le bilan sensoriel : pour éliminer un éventuel déficit auditif pouvant entraîner un TDAH secondaire ;
- un bilan visuel est aussi souvent demandé en parallèle.

### Diagnostic différentiel et comorbidités
Les patients présentant un TDAH ont très souvent un trouble associé, leur présence est évaluée entre 65 et 89 % (Sobanski, 2006). Non traité, le TDAH peut amener de nombreuses complications psychologiques. Il faut éliminer tout autre problème susceptible de causer un trouble de l'attention :
- la maltraitance vis-à-vis de l'enfant[pas clair] ;
- des troubles familiaux ;
- un trouble de vision ou de l'audition ;
- une épilepsie ;
- une carence martiale[37] ; au sein d'un échantillon de 213 893 enfants de 3 à 17 ans, représentatif des enfants américains, Wenhan et al. observent en 2020 que l'anémie est significativement associée à certains troubles neurodéveloppementaux, dont les troubles du spectre autistique (TSA) et le TDAH, ainsi qu'avec le trouble d'apprentissage ; ils invitent à des recherches pour expliquer cette corrélation[38].

Les troubles associés les plus fréquents sont :
- les troubles des apprentissages dans 25 à 40 % des cas[40] ;
- des difficultés d’apprentissage dans 70 % des cas[41] ;
- des troubles de motricité sont très fréquents ;
- un trouble oppositionnel avec provocation dans 37 % des cas[42] ;
- un trouble des conduites dans 26 % des cas[42] ;
- des troubles du sommeil dans 25 à 50 % des cas[43],[44],[45]. Les troubles du sommeil souvent identifiés sont : la somnolence diurne, le syndrome de retard de phase de sommeil, le sommeil fractionné, le syndrome des jambes sans repos et les troubles respiratoires du sommeil.
- des troubles de l'humeur dans 20 à 37 % des cas[42] ; (trouble dépressif majeur 20 %, dysthymie 28 %, trouble bipolaire 7.95 %[46])
- des troubles anxieux dans 15 à 31 % des cas[42] ;
- l'abus de substance varie de 15 à 31 % en fonction de l'âge et des substances[42], les plus fréquents étant le tabac, l'alcool et le cannabis.
- Trouble du spectre de l'autisme (anciennement désigné syndrome d'Asperger jusqu'en 2018) et le trouble obsessionnel compulsif (TOC)[47],[48].

### Évolution

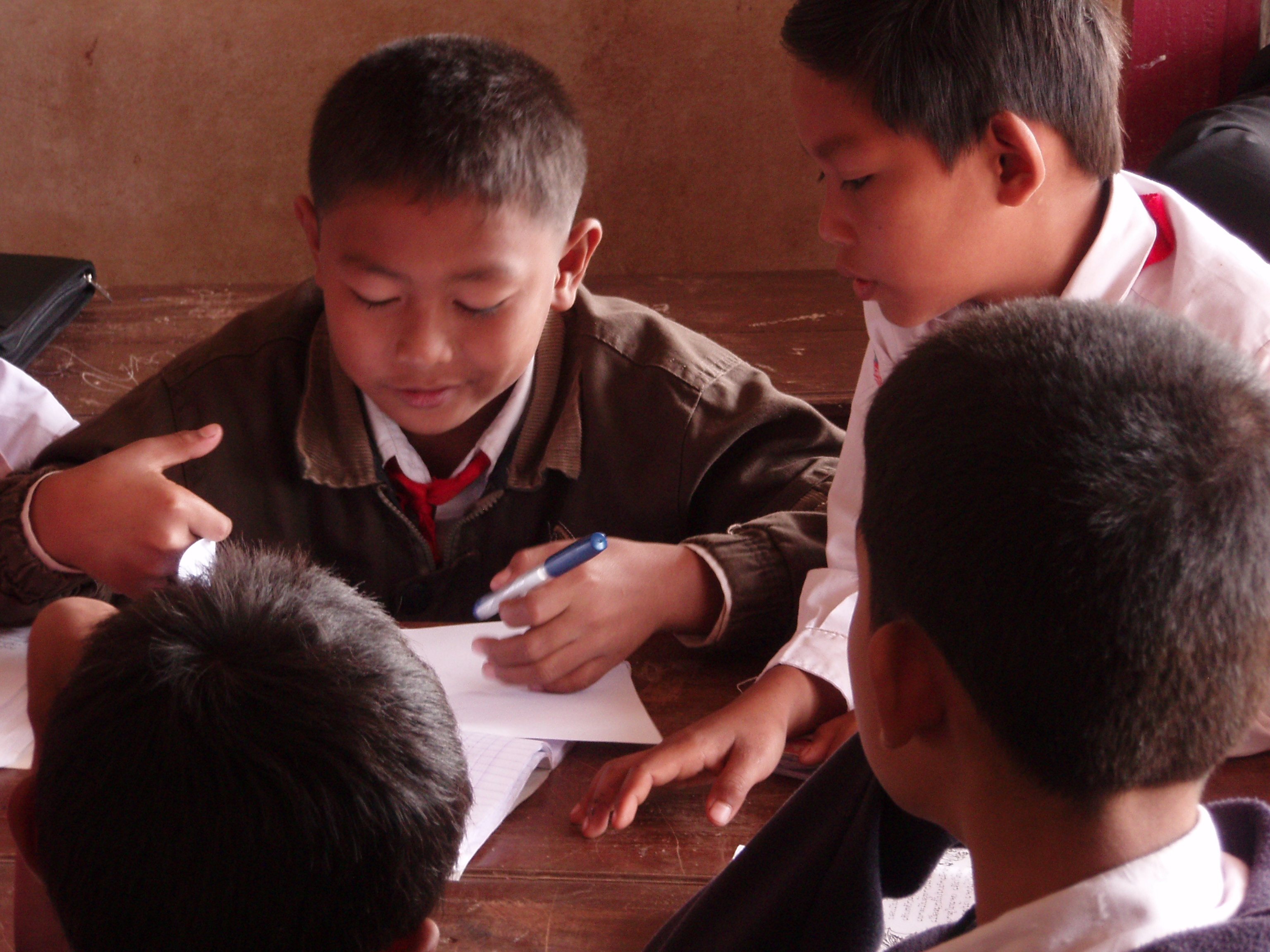
Les travaux de groupe à l'école sont une source supplémentaire de distraction pour les enfants ayant un TDAH.

Il est difficile de faire le diagnostic de TDAH avant l'âge scolaire.
Les signes d'alerte sont fonction de l'âge de l'enfant :
- de 6 à 8 ans : incapacité à rester en place, à se tenir à une activité, difficultés à attendre son tour, très bavard, « touche à tout » ou en échec scolaire ;
- de 10 à 12 ans : persistance de difficultés attentionnelles dans différents contextes, impulsivité invalidante sur le plan social.

## Âge adulte

### Étiologie
Le TDAH est un trouble dont l'étiologie, en particulier chez les adultes, est mal connue.
Une étude longitudinale publiée en 2015 dans The American Journal of Psychatry suggère que les adultes (38 ans dans l'étude) présentant un tableau clinique de TDAH ne souffriraient pas d'un trouble neurodéveloppemental apparu dans l'enfance. En effet, les enfants TDAH de leur étude ne sont pas, pour la plupart, devenus des adultes TDAH, et les adultes TDAH n'étaient pas, pour la plupart, des enfants TDAH : les deux populations ne se recoupaient pas. Il serait donc possible que, contrairement à la description faite du TDAH par le DSM-5, le TDAH chez l'adulte puisse constituer un trouble distinct du TDAH chez l'enfant, mais avec des symptômes similaires. L'article évalue, dans la population de son échantillon, à 0,03% le nombre d'adultes TDAH présentant tous les critères du DSM-V, c'est-à-dire le nombre requis de symptômes à la fois présents dans l'enfance et à l'âge adulte. Cela a conduit certains chercheurs à parler d'adult on-set ADHD, ou TDAH apparaissant à l'âge adulte.
Cependant, d'autres études ont montré qu'il s'agissait d'une exception. Dans la plupart des cas, les hyperactifs diagnostiqués à l'âge adulte présentaient déjà des symptômes enfants, bien qu'ils fussent inférieurs au seuil diagnostic.

### Évolution des symptômes entre l'enfance et l'âge adulte
Il est communément admis que les symptômes persistent chez 50 % des cas à l'âge adulte, bien qu'une méta-analyse de 2006 ait montré que, selon les critères du DSM-IV, si l'on fixe un critère de persistance à la conservation de tous les symptômes, la persistance chute à 15 %. Néanmoins, selon les conclusions de cette même méta-analyse, dans 65 % des cas une partie des symptômes (DSM-IV) persistent Dans une autre étude américaine, le nombre d'enfants TDAH (DSM-III) présentant tous les symptômes du TDAH (DSM-V) à l'âge de 38 ans, n'est que de 5 %.
Certains considèrent que, pour un tiers, les symptômes disparaissent à l'âge adulte, qu'un tiers continue à avoir des symptômes mais parvient à les gérer, et que le dernier tiers n'y parvient pas. Cependant, le TDAH de l'adulte est un trouble très mal connu en France, alors qu'il est plus facilement accepté au Canada, aux États-Unis ou au Royaume-Uni. Des campagnes d'information à l'initiative d'associations ont cependant lieu ponctuellement afin de sensibiliser la conscience du public et des professionnels, la plus significative étant la Semaine européenne sur les troubles de l'attention de la fin septembre 2009 qui permit de lancer la première étude épidémiologique en France sur le secteur pilote de Nice,.
Les symptômes demeurent également le plus souvent et ne disparaissent que dans 30 % des cas.

### Difficulté de diagnostic
Le diagnostic d'un TDAH chez l'adulte représente une plus grande difficulté du fait de nombreux facteurs : internalisation des comorbidités, la dissimulation (en), etc. Des nombreuses comorbidités entravent également le diagnostic. Celles-ci apparaissent en premier auprès des praticiens lorsqu'elles peuvent être des comorbidités du TDAH ou entre elles (trouble bipolaire, troubles attentionnels ou de la concentrations également provoqués par la dysthymie, impulsivité semblable aux épisodes maniaques ou hypomaniaques). L'errance diagnostique du TDAH est fréquente à l'âge adulte.

### Comorbidité avec les troubles addictifs
Un chevauchement important avec les troubles addictifs est observé, comme la dépendance au jeu vidéo ou à Internet, un surentraînement physique et une dépendance à la musique, abus et dépendances de substances légales (alcool, tabac, somnifères-benzodiazépines) ou illégales (cannabis, cocaïne, héroïne et opiacés). Certaines études montrent que le risque d'abus ou de dépendance à des substances est deux fois plus élevé.
Ce même risque concernant la combinaison de drogues et d'alcool est quatre fois plus élevé. À l'âge adulte, des comportements dits à risques d'une pratiqué (mise en danger de soi-même). Pour l'adulte des troubles anxio-dépressifs associés voire des dépressions nécessitants des hospitalisations. Plusieurs problèmes se posent aux adultes qui n'ont pas été diagnostiqués dans l'enfance, par exemple la non-considération par la France de cette pathologie non curative[Quoi ?] comme une affection longue durée (ALD) prise en charge par la sécurité sociale, donc pas de remboursement des frais médicaux. Le manque d'information, l'absence de formation, la non reconnaissance du TDAH adulte en France comme une ALD et le fait que le personnel médical se sente démuni face à cette pathologie n'aident pas le dépistage, le diagnostic et la prise en charge des patients souffrants d'un TDAH.[réf. nécessaire]
En France le trouble est très largement sous diagnostiqué chez l’adulte. Pour certains patients, malgré des difficultés importantes durant l’enfance (sur le plan familial, scolaire ou social) en lien avec le TDAH, le diagnostic n’a pour autant pas été évoqué.

## TDAH chez les femmes et les jeunes filles

### Symptômes chez les jeunes filles
Chez les jeunes filles, se trouvent moins les symptômes d’hyperactivité physique, mais plus de symptômes d'hyperactivité mentale. Les symptômes généralement observés sont un manque d’attention en classe, de la difficulté à avoir des amis, l'incapacité de s'arrêter de parler, le fait d'être souvent distraite, d'avoir souvent l’air d’être perdue dans ses pensées, d'être capable de suivre les cours en classe mais pas de faire les devoirs et d'avoir tendance à faire plusieurs choses en même temps, etc.

### Symptômes chez les femmes
Chez les femmes adultes les symptômes du TDAH se présentent comme la tendance à faire des erreurs d’inattention, à manquer d’attention à long terme, à avoir des difficultés avec l’organisation, une tendance à oublier, une tendance à se perdre dans ses pensées, difficulté à maintenir des amitiés, devoir travailler plus dur pour atteindre le même succès que les autres, etc.
Ces recherches sont largement concentrées sur les garçons et l’aspect hyperactif chez les garçons. Ceci a été apparent pendant plusieurs années et c’est seulement récemment que le monde de la psychologie cherche à observer le TDAH chez les filles et les femmes. Avec ces nouvelles recherches, il semble que le TDAH est significativement différent chez les sujets féminins comparé aux sujets masculins.

### Comportement influencé par la société
D’après les informations des recherches, il devient évident que les attentes pour les filles et femmes dans la société ont gravement affecté la présentation du TDAH chez les femmes. Pour commencer, la société ne s'attendait pas à ce que les femmes soient plus intellectuelles. Les filles atteintes de TDAH qui présentent ces symptômes n’étaient presque jamais repérées, comme dit dans l’article « les filles atteintes de TDAH sont plus susceptibles de présenter des symptômes d'inattention qui sont facilement ignorés par les enseignants, souvent mal compris et stigmatisés, compte tenu des attentes sociétales incongrues en matière de comportement féminin » (Hinshaw et al., 2021). En outre, elles ont tendance à faire ce qu’on appelle du masking c’est-à-dire qu'elles créent une adaptation permettant de cacher les symptômes en cause de ce trouble comportemental afin d’être mieux acceptées dans la société. « Une autre possibilité est que les filles avec Le TDAH pourrait avoir de meilleures “capacités d'adaptation” que les garçons, et de telles compétences pourraient compenser et “cacher” les symptômes du TDAH » (Klefsjö et al., 2021). Ceci veut dire que les filles cachent leurs symptômes afin de correspondre aux attentes de la société. À cause de cela on découvre que le TDAH s'accompagne souvent d'autres maladies mentales telles que l’anxiété et la dépression.

### Faux diagnostics
Dans le monde de la psychologie, il y a des processus pour diagnostiquer une personne avec le TDAH. En revanche, comme mentionné auparavant, les informations pour ce diagnostic sont fondées sur les recherches masculines, rendant l'identification d'un sujet féminin atteint de TDAH très difficile. Le TDAH partage beaucoup de ces symptômes avec d’autres troubles mentaux, comme la dépression, l’anxiété ou les troubles bipolaires. « Les participants ont été généralement diagnostiqués avec une gamme d'autres conditions (souvent l'anxiété et la dépression), mais n'ont pas été initialement diagnostiqués avec le TDAH… Le TDAH pourrait être exclu sans aucun test ou évaluation formelle » (Lynch et Davison, 2022). « Les filles atteintes de TDAH ont besoin d'un fardeau plus élevé d'autres problèmes comportementaux / émotionnels avant de répondre aux critères du trouble » (Mowlem et al., 2019). Tous ces facteurs nous indiquent la raison pour laquelle les garçons ont une plus grande chance d’être diagnostiqués avec un TDAH que les femmes.

## Fréquence
Les symptômes nuisent à l'adaptation et atteindraient alors 3 % à 5 % des enfants dans les pays occidentaux. Le nombre de diagnostics de TDAH est plus élevé en Amérique du Nord et en Australie qu'en Europe et dans le nord de l'Europe que dans le sud, sans qu'il soit établi clairement si cette différence est plutôt liée aux populations elles-mêmes ou à la façon de diagnostiquer (différences culturelles). En ce qui concerne la normalité : par exemple, un garçon turbulent est plus considéré comme normal dans les pays du sud que dans ceux du nord de l'Europe. Par ailleurs, l'Europe est en général plus réticente à la médicalisation que les États-Unis.
Il existe une très grande variation des chiffres de prévalence de ce syndrome selon les pays ou l'époque étudiée, variant de moins de 1 % (Hong-Kong) à 25 % (États-Unis). L'explication de ces disparités n'est pas claire : critères d'évaluation différents ou facteurs culturels. Cette prévalence semble parfois être corrélée à la politique marketing du principal traitement (le méthylphénidate).

## Mécanismes
Les causes exactes du trouble déficit de l'attention (avec ou sans hyperactivité) ne sont pas déterminées, mais des recherches ont porté sur les facteurs neurobiologiques où les causes génétiques liées à ce trouble sont considérées comme importantes pour expliquer son apparition.
Cet état psychique se manifesterait, sur le plan neurobiologique, par un déficit de dopamine, un neurotransmetteur.
L'origine neurobiologique du TDAH est cependant controversée : quelques recherches visent à mettre en relief l'incohérence de certaines études liant cette problématique à un trouble neurobiologique,.
L'exposition de l'embryon à certains polluants toxiques est aussi évoquée ; par exemple, d'après une étude épidémiologique publiée en 2020, basée sur le suivi d'une cohorte de 2 851 paires mère-nouveau-né dont le sang de cordon a été testé (analysé) lors des premier, deuxième et troisième trimestres de grossesse, en cas d'exposition prénatale au thallium (un polluant émergeant et de plus en plus présent dans la biosphère depuis le début du XXe siècle) au second trimestre de grossesse, le risque de TDAH augmente significativement chez les jeunes enfants observés à l'âge de 36 mois. Et les auteurs notent que ce risque est plus marqué chez les garçons (qui au stade embryonnaire semblent donc nettement plus sensibles à la neurotoxicité de ce métal que les filles).
La recherche en épigénétique se porte actuellement sur l'identification des mécanismes qui permettraient d'expliciter les interactions entre les facteurs génétiques et environnementaux.

## Causes et facteurs de risque

### Perturbations de l'axe intestin-cerveau
L’interaction entre le tractus gastro-intestinal et les fonctions cérébrales est récemment devenue un sujet d’intérêt croissant pour la recherche en psychiatrie. Ces interactions multidirectionnelles ont lieu dans ce que l’on appelle l’axe intestin-cerveau ou plus précisément l’axe microbiote-intestin-cerveau. Le tractus gastro-intestinal est le plus grand organe immunitaire du corps humain et la plus grande surface de contact avec l'environnement externe, contribuant ainsi à la psychopathologie à médiation immunitaire. Dans la littérature récente, il est de plus en plus évident qu’une augmentation de la perméabilité intestinale induit une activation immunitaire qui joue un rôle majeur dans la physiopathologie de divers troubles psychiatriques. Par exemple, une activation immunitaire liée à des lipopolysaccharides (LPS) bactériens dérivés de l'intestin ou à divers antigènes alimentaires et exorphines a été rapportée dans les cas de dépression majeure, de schizophrénie, de trouble bipolaire, d'alcoolisme et d'autisme.
Le système nerveux central et le tractus gastro-intestinal communiquent via l'axe intestin-cerveau. Cette communication est bidirectionnelle et implique des mécanismes neuronaux, endocriniens et immunologiques. Le microbiote intestinal est à l'origine d'un certain nombre de substances neuroactives et immunocompétentes qui modèlent la structure et la fonction des régions du cerveau impliquées dans le contrôle des émotions, de la cognition et de l'activité physique. La plupart des maladies gastro-intestinales sont associées à une transmission altérée dans l'axe intestin-cerveau. Des altérations du microbiote intestinal ont été associées à des troubles de l'humeur et à la dépression. De plus, la santé mentale est fréquemment affectée par les maladies gastro-intestinales (voir article : Microbiote intestinal et santé mentale).
Une dysbiose intestinale produit de grandes quantités de lipopolysaccharide (LPS) qui induisent une activation immunitaire et notamment une neuro-inflammation. Il a été démontré que cette activation immunitaire induite par les lipopolysaccharides altère l'attention. Une étude portant sur 60 enfants TDAH et 60 enfants témoins a montré que le taux sérique moyen d'IL-6 était de 22,35 intervalle de confiance à 95 % [IC], 17,68-26,99) chez les patients atteints de TDAH et de 5,44 (IC à 95 %, de 4,81 à 6,06) chez les témoins, traduisant un état inflammatoire.
Dans le TDAH, des altérations de l'axe intestin-cerveau ont été démontrées, et des modifications de la fonction intestinale ont été mises en évidence. La zonuline augmente lorsque la perméabilité intestinale est altérée. Il a été démontré qu'une augmentation des taux sériques de la zonuline était associée à une hyper-perméabilité intestinale et à une déficience sociale chez les enfants atteints de troubles du spectre de l'autisme. Chez des enfants atteints de TDAH, des niveaux élevés de zonuline sont associés à une augmentation des symptômes d'hyperactivité et à une altération du fonctionnement social.

### Grossesse et alcool
La consommation de boissons alcoolisées lors de la grossesse peut affecter la construction du cerveau et être à l'origine de troubles du comportement. De nombreux diagnostics de TDAH sont posés sans que l'on établisse si la personne a été exposée à l'alcool in utero. Une étude de 2016 estime que plus de 90 % des TDAH en Angleterre sont en réalité des troubles du spectre de l'alcoolisation fœtale (TSAF) non diagnostiqués.

### Aspects neurobiologiques
Le magnésium, qui est notamment impliqué dans l'excitabilité nerveuse et la réaction au stress, serait en déficit dans la quasi-totalité (95 %) des cas de TDAH, selon les données disponibles,cité dans .

### Dépression post-partum (DPP)
La dépression post-partum (DPP) chez les mères est associée à un risque accru de trouble déficitaire de l'attention avec hyperactivité (TDAH) chez les enfants.

### Facteurs génétiques
La prévalence du TDAH chez les apparentés d’un individu TDAH est plus forte que dans la population générale. Cette agrégation familiale va dans le sens d’une origine génétique du TDAH.
Le TDAH a un aspect héréditaire, impliquant notamment le rôle des transporteurs de dopamine. Les gènes affectés comprennent les récepteurs dopaminergiques D4, la dopamine bêta-hydroxylase, la monoamine oxydase A, la catécholamine-méthyl transférase, le transporteur de sérotonine (SLC6A4), le récepteur 5-hydroxytryptamine 2A (5-HT2A), le récepteur 5-hydroxytryptamine 1B (5-HT1B), l'allèle 10-répétition du gène DAT1, l'allèle 7-répétition du gène DRD4, et le gène dopamine beta hydroxylase (DBH TaqI).
Toutefois, cette dimension héréditaire n'est en aucun cas un dysfonctionnement génétique : il s'agit d'un état neurologique naturellement présent, qui aurait même favorisé la survie des ancêtres chasseurs-cueilleurs nomades. Il aurait été progressivement éliminé de la population une fois celle-ci sédentarisée. L'aspect génétique du TDAH serait donc un état originel de l'humanité et l'absence de TDAH le résultat d'une adaptation récente, évolution encore moins répandue parmi les populations (semi-)nomades[citation nécessaire]. Dans certaines populations nomades ou très récemment sédentarisées, notamment en Afrique et parmi les Amérindiens, l'allèle 7-répétition du gène DRD4 est beaucoup plus répandu et peut atteindre plus de la moitié de la population[citation nécessaire].

### Facteurs environnementaux
- Des polluants ingérés via le biberonnage, les aliments, les poussières inhalées, etc. peuvent contribuer à une hyperactivité et à des difficultés de concentration chez l'enfant.
- Le lait maternel aurait au contraire un effet protecteur contre le TDAH[88], lié à la composition du lait (selon une étude de 1992, des prématurés nourris plusieurs semaines avec du lait maternel fourni par intubation intranasale (c'est-à-dire sans contact direct avec la mère), présentaient à l’âge de 8 ans un quotient intellectuel de 8 points plus élevé qu'un autre groupe nourri toujours par voie intranasale mais avec du lait maternisé[89].
Une étude, en 2013, a abouti aux mêmes conclusions après avoir éliminé les autres facteurs connus de risque de TDAH[88].
- Le plomb[90] (cf. article plus détaillé sur le saturnisme) induit des effets de type TDAH avec des effets observables dès 1,6 µg/dl de sang, soit très en dessous du seuil de 10 µg/dL retenu pour l’exposition in utero, ce qui « confirme le besoin de revoir à la baisse le niveau tolérable pour les enfants et de lancer des interventions afin de réduire le saturnisme et l’exposition au plomb[91]. »
- Le mercure, ou surtout le méthylmercure (sa forme la plus bioassimilable) est aussi parfois en cause. Ainsi, les enfants Inuits se sont montrés plus enclins aux TDAH que la moyenne. Une analyse du sang de cordon de 279 enfants Inuits du Nunavik a montré que les embryons et fœtus dans cette région sont exposés in utero ou via le lait maternel à un taux excessif de mercure. Un suivi épidémiologique de ces enfants a montré chez eux un triplement du risque de troubles de déficit de l’attention avec hyperactivité (TDAH). L’hypothèse explicative la plus plausible, serait une perturbation du système dopaminergique induite par le mercure. Dans ces cas, la quantité de mercure dans le sang de cordon dépassait souvent le seuil critique de 11,4 microgrammes (µg), alors que ce seuil est rarement dépassé chez les humains du Canada ou des États-Unis.
- Des additifs alimentaires (colorants et conservateurs dont le benzoate de sodium), absorbés via l'alimentation sont suspectés de pouvoir causer ou aggraver ces troubles ; les colorants sont très utilisés dans l'alimentation des enfants. Consommés avec du benzoate de sodium, certains exacerbent les comportements hyperactifs d'enfants (diagnostiqués ou non pour un TDAH)[92],[93]. Un dissensus existe aux États-Unis entre l'EPA et des experts indépendants sur la nécessité ou non de préciser ce risque sur l'étiquetage[94].
- Des pesticides organophosphorés semblent également responsables de nombreux cas. Une étude américaine s'est fondée sur 1 139 enfants des États-Unis, âgés de 8 à 15 ans, suivis dans le cadre d'une étude épidémiologique nationale (National Health and Nutrition Examination Survey) et dont 119 répondaient aux critères de définition du syndrome[95]. Elle a conclu que les enfants exposés à des concentrations importantes de pesticides organophosphorés via les fruits et légumes souffrent plus souvent de troubles de déficit de l'attention/hyperactivité (TDAH). Une relation dose-effet semble exister, les enfants ayant les taux urinaires les plus élevés des principaux métabolites organophosphatés (phosphates dialkylés et spécialement l'alkylphosphate de diméthyle dit DMAP). Pour le métabolite le plus souvent trouvé (thiophosphate de diméthyle), les enfants dont l'urine en contenait plus que la médiane des concentrations détectables présentaient deux fois plus de risque de souffrir de TDAH que ceux qui en présentaient des doses indétectables. Les auteurs rappellent qu'environ 40 molécules différentes d'organophosphates sont homologuées par l'EPA[96] et qu'environ 33 000 tonnes de pesticides ont été répandues en 2001 dans ce pays.
- La fluoration de l'eau du robinet est aussi pour partie en cause selon une étude[97] publiée par la revue Environmental Health en 2015. Cette étude est à la fois basée sur des données épidémiologiques et sur des tests faits sur le rat de laboratoire ; elle a conclu que pour l'exposition prénatale et post-natale, et même après ajustement pour le statut socioéconomique de l'enfant, « chaque augmentation de 1 % de la prévalence de la fluoration artificielle en 1992 (sans distinction du type de fluoration) a été associée à environ 67 000 à 131 000 diagnostics de TDAH supplémentaires de 2003 à 2011 »[97]. Les auteurs invitent à une étude plus approfondie de la relation entre l'exposition au fluorure et le TDAH[97] notamment dans les pays concernés par ce traitement (Canada, Australie, Nouvelle-Zélande, Chili, Irlande et Royaume-Uni, où plus de la moitié de la population est directement exposée)[97], d'autant qu'une baisse de QI a aussi été associée à la fluorose chronique[98]. Des symptômes très proches sont observés chez le rat, même s'il a été « exposé » in utero[97].

Ces différents facteurs pourraient en outre combiner leurs effets, au travers de synergies encore mal comprises de la neurobiologie. Les corrélations statistiques issues d'observations épidémiologiques ne permettent pas d'affirmer avec certitude l'existence d'un lien de causalité, d'autres facteurs non identifiés pouvant souvent intervenir pour expliquer les liens observés.
Des polluants organiques persistants, peuvent perturber la grossesse et/ou l'accouchement et le développement, de même que le contexte familial et le statut socioéconomique,.
Plusieurs études ont aussi associé un haut risque de trouble de l'attention au temps passé devant la télévision ou à des jeux vidéo ou des réseaux sociaux, chez l'enfant, mais aussi chez l'adolescent, voire chez le jeune adulte. Cependant, il serait possible que le déficit en dopamine soit la raison pour laquelle les individus ayant un TDAH soient plus portés vers les jeux vidéo stimulants que la moyenne. Le TDAH serait la cause, plutôt que l'effet.
Les individus à risque peuvent inclure les enfants ayant fait l'expérience d'un violent traumatisme à la tête, les personnes ayant eu une méningite d’origine bactérienne. Lors de la naissance, les enfants nés prématurément et ceux qui ont manqué d’oxygène au moment de la naissance peuvent également présenter un facteur de risque important[réf. nécessaire].

## Prise en charge chez l’enfant
Les médicaments représentent un aspect de la prise en charge du TDAH mais n’en constituent pas la totalité. Les spécialistes et les associations de patients promeuvent des prises en charge multimodales qui peuvent associer une prise en charge psychologique, éducative, pédagogique et, selon les cas, ré-éducative avec un traitement médicamenteux.

### Psychothérapie, aide éducative et autres méthodes non médicamenteuses
La guidance parentale est adaptée à l’enfant mais aussi à son environnement, à la nature de son trouble et à la présence éventuelle de comorbidités. Elle a pour objectif de réduire les symptômes cliniques, de prendre en charge ou de prévenir le retentissement scolaire, familial et relationnel. Elle passe par des techniques d’éducation éprouvées : l'enfant hyperactif ayant des problèmes d'attention, il lui faut des structures claires pour favoriser ses apprentissages : lui confier une seule tâche à la fois. Si la tâche – ou le jeu – est complexe, la décomposer en étapes.
L’aide éducative permet un travail de guidance familiale en informant sur le trouble et son impact fonctionnel et débouche sur des propositions de stratégies thérapeutiques. L'aménagement de l’environnement d’un enfant hyperactif dans sa classe est aussi un défi pour l’enseignant. Cela nécessite certaines adaptations de l’enseignement et de la structure scolaire[réf. nécessaire].
Les groupes de parents permettent de partager les expériences et d'entraîner une ou plusieurs familles à se confronter aux situations difficiles[réf. nécessaire].
Il existe des possibilités complémentaires d'améliorer la propre capacité d'attention, entre autres, la
relaxation , la méditation, des approches cognitives et comportementales comme la sophrologie pédagogique qui utilise la relaxation dans cette optique[source insuffisante]. Plusieurs chercheurs ont effectué des recherches en utilisant la méditation : les résultats semblent prometteurs dans le traitement du stress parfois associé au TDAH mais pas sur les symptômes principaux du trouble.
La rééducation psychomotrice auprès d'un psychomotricien.
La thérapie cognitivo-comportementale cherche à atténuer les symptômes afin d’améliorer la qualité de vie de l’enfant et de son entourage.
La remédiation cognitive est proposée à certains patients, notamment celles ciblant la mémoire de travail. Cette rééducation se fait le plus souvent à l'aide du logiciel COGMED.
La prise en charge par un ergothérapeute prend en compte l'ensemble des difficultés dans les activités de vie quotidienne.
Le coaching aide l'enfant à acquérir des méthodes pour mieux s'organiser, et gérer son temps et ses émotions[réf. nécessaire].

### Aménagements raisonnables en classe pour aider les enfants atteints de TDAH
Les personnes atteintes de TDAH éprouvent souvent des difficultés dans leur scolarité. Afin de contrer ces problèmes, il est possible de mettre en place des aménagements pour aider ces enfants et leur donner les mêmes chances de réussite que les autres élèves.

#### Aménagements par le biais d'outils numériques
Il existe de nombreux supports numériques facilitant les apprentissages et destinés aux apprenants comme aux enseignants/parents. Certains outils numériques sont spécifiquement créés dans le but d'aider les enfants présentant des troubles de l'apprentissage, notamment le TDAH. Voici deux activités pédagogiques à mettre en place en primaire qui ont recours à des outils numériques.

##### Tableau blanc interactif
Un tableau blanc interactif est un dispositif qui permet la présentation d’informations multimédias en classe. Certaines études (Türel, 2011, Jang et Tsai, 2012, cité par Papanastasiou & Drigas, 2014) ont mis en avant l’efficacité de ce support d’apprentissage en ce qui concerne l’attention, la satisfaction et les performances des utilisateurs. De ce fait, ce moyen numérique est intéressant pour aider les élèves atteints de TDAH car il permet une meilleure gestion de l’attention en stimulant leurs sens grâce à leurs interfaces multimodales.
Idée de scénario pédagogique : Utilisation du TBI avec des élèves de premier cycle atteint de TDAH pour l’acquisition de compétences en lecture.
Compétence travaillée (socle de compétences de la Fédération Wallonie-Bruxelles) : Reconnaître un nombre diversifié de documents en identifiant la structure narrative.
Objectif du scénario : Étant donné une histoire, l’élève sera capable de repérer les personnages principaux, le temps et les lieux de celle-ci à l’aide du document.
Déroulement : Dans un premier temps, l’enseignant projette un texte sur le TBI et le lit avec les élèves. Ensuite, il surligne d’une couleur différente chaque élément du schéma narratif et les explique. Ce référentiel ainsi constitué est ensuite épinglé dans un coin du tableau.
Ensuite, l’enseignant projette une série de textes au tableau, les mots de ceux-ci ayant la particularité de pouvoir être sélectionnés et placés dans différents “conteneurs” afin de les classer (personnages, lieux et temps). L’enseignant invite ensuite les élèves à venir au tableau afin de réaliser l’exercice. S’il éprouve une difficulté, l’apprenant peut à tout moment consulter le référentiel.
Afin d’entretenir la compétence et pour occuper les élèves qui attendent leur tour, l’enseignant distribue plusieurs textes sur feuilles de papier et adapte les consignes à ce support. Les élèves doivent découper les mots et les classer dans les différents ensembles vus précédemment.
Évaluation : L’enseignant appelle tour à tour les élèves devant le TBI afin de réaliser une série de cinq exercices. La compétence sera maîtrisée si l’élève réussit 80 % des exercices.
Ce scénario est valable pour tous les élèves. Néanmoins, en cas de TDAH, l'enseignant devra privilégier les interactions et évaluations utilisant le TBI.

##### Tablette numérique
Lorsque l’enseignant est confronté à des élèves atteints de TDAH, la tablette tactile se révèle être un outil pertinent. Des études (Flower, 2014, Cumming et Draper Rodriguez, 2013, Haydon et al. , 2012, cité Lewandowski, Wood & Miller, 2016) ont démontré que son usage améliore les comportements liés aux tâches et les performances académiques des élèves TDAH.
Idée de scénario pédagogique : utilisation de l’application La magie des maths avec des élèves de premier cycle atteints de TDAH pour l’acquisition de compétences en mathématique.
Axe : calculer.
Compétences travaillées (socle de compétences de la Fédération Wallonie-Bruxelles) : utiliser la soustraction comme la réciproque de l’addition et la division comme la réciproque de la multiplication & vérifier le résultat d’une opération.
Objectif du scénario : l’élève sera capable d’utiliser les principes de soustraction et d'addition correctement et de vérifier le résultat obtenu lors de l’opération.
Déroulement : l’enseignant commence la séance par une démonstration de l’application. Il explique au élèves les deux parties de l’application. D’un côté, le bac à sable, qui permet une manipulation directe des nombres et des opérations, de l’autre, les exercices qui permettent de réaliser une série d’opérations prédéfinies.
L’enseignant inscrit ensuite au tableau une série d’opérations et demande aux élèves de les réaliser dans la partie bac à sable afin qu’ils se familiarisent avec l’application.
Évaluation : les élèves sont invités à réaliser cinq opérations dans la partie exercices. La compétence sera maîtrisée si l’élève réussit 80 % des épreuves.

### Interventions basées sur la pleine conscience
Une méta-analyse a révélé que les interventions basées sur la pleine conscience (MBIs) ont des effets importants sur l'inattention et l'hyperactivité/impulsivité par rapport à un groupe témoin.

### Réalité virtuelle
Les interventions basées sur la réalité virtuelle immersive se sont avérées très efficaces pour améliorer le fonctionnement cognitif global, l'attention et la mémoire chez les enfants atteints de TDAH.

### Traitement médicamenteux
Il repose généralement sur des psychostimulants ou autres qui stimulent le système nerveux central et améliorent la capacité d'attention, permettant ainsi la diminution significative des autres symptômes, notamment hyperkinétiques. Différentes molécules stimulantes sont commercialisées à travers le monde visant cette indication thérapeutique, le sulfate de dextrométhorphane, la lisdexamfétamine, la méthamphétamine, le dexmethylphénidate (à action immédiate ou prolongée ou en patch Adhansia, Purdue). Les médicaments non stimulants sont l'atomoxétine, la clonidine à action prolongée et la guanfacine à action prolongée.

#### Chlorhydrate de méthylphénidate
Le chlorhydrate de méthylphénidate est l'une des molécules les plus employées dans cette indication. C'est un inhibiteur de la recapture de la dopamine et de la noradrénaline. Ces deux neurotransmetteurs interviennent dans les mécanismes attentionnels et cognitifs,. Sa métabolisation par l'organisme s'effectue rapidement. Le traitement n'est réellement actif que pendant quelques heures après la prise, quelle que soit la dose. Il est délivré sous forme à libération immédiate ou prolongée. En tant que dérivé des pipéridines, il figure, en France, dans la liste des médicaments classés stupéfiants mais ne semble pas induire de dépendance chez le sujet traité et semble diminuer les risques futurs d'addiction chez les enfants traités pour le TDAH. Des cas de retard de croissance ont été évoqués, mais des enquêtes effectuées en 1996 ont mis en évidence leur caractère idiopathique chez certains enfants hyperactifs, sans relation avec le traitement.

#### Atomoxétine
L'atomoxétine est un inhibiteur spécifique de la recapture de la noradrénaline (non psychostimulant). Il a obtenu l'autorisation de mise sur le marché (AMM) en France mais n'y est pas commercialisé, car il n'a pas obtenu de remboursement par la sécurité sociale.

#### Lisdexamfetamine
La Lisdexamfétamine est très prescrite aux États-Unis.

#### Guanfacine
La guanfacine est un médicament utilisé contre l'hypertension.

#### Conditions de prescription
En Europe, et plus particulièrement en France, la prescription se fait par un pédopsychiatre ou un neuropédiatre en milieu hospitalier, qui est seul habilité à poser le diagnostic et à délivrer l'ordonnance initiale de méthylphénidate. La Haute Autorité de santé demande que la prescription initiale du chlorhydrate de méthylphénidate ne soit effectuée qu'en seconde intention, c'est-à-dire après avoir fait appel à des « mesures psychologiques, éducatives et sociales ». Cette prescription hospitalière a une durée de validité de 1 an mais est soumise à renouvellement par un médecin traitant tous les 28 jours. L'examen médical est complété par des examens psychomoteurs et neuropsychologiques permettant de mettre en évidence les particularités des fonctions attentionnelles et exécutives notamment. En Suisse, le diagnostic et l'ordonnance peuvent être faits par un médecin libéral, à condition qu'il ait lui-même examiné le patient. L'ordonnance a une durée de validité d'un mois, pour un traitement pouvant durer 1 mois ou, dans certaines circonstances, 3 mois. En Amérique du Nord, des psychologues et/ou des psychoéducateurs peuvent effectuer un travail d'évaluation, mais non de diagnostic, cette dernière partie étant réservée à un médecin.

### Activité physique
Il a été démontré que l'exercice physique peut efficacement améliorer l'attention, les compétences motrices et les fonctions exécutives chez les enfants atteints de trouble déficitaire de l'attention avec hyperactivité (TDAH), et ce, sans effets secondaires indésirables comparativement à la thérapie médicamenteuse. Cependant, il convient de souligner que l'activité physique ne semble pas avoir un impact significatif sur les symptômes d'hyperactivité, la dépression, les problèmes sociaux ou le comportement agressif chez ces enfants.

### Associations de patients
Plusieurs associations ont été fondées pour aider les individus atteints de TDAH. En Europe, elles incluent ADHD Europe, ASPEDAH (Association du Trouble Déficit d’Attention avec ou sans Hyperactivité) Suisse, TDAH France (association française pour aider les familles, adultes et enfants concernés par le TDAH), France TND, (Fédération Française de personnes concernées par les Troubles du Neurodéveloppement, personne TND, parents et professionnels) et TDAH Belgique (association belge qui aide, informe et soutient toutes les personnes concernées par le TDAH). 
En Amérique du Nord, notamment au Québec, elles incluent Ressources TDAH au Québec et, à l'international, Ressources TDAH au Québec, AttentionDeficit-Info, AQETA (Association québécoise des troubles d'apprentissage), PANDA (Parents aptes à négocier avec le déficit de l'attention), CADDRA (Canadian ADHD Resource Alliance) et TDAH association québécoise.

### Communautés en ligne
Les communautés d'entraide pour les personnes atteintes de TDAH jouent un rôle crucial dans le soutien, l'échange d'informations et la sensibilisation à cette condition neurologique. Ces communautés se retrouvent souvent en ligne, offrant des forums, des groupes de discussion et des plateformes de réseaux sociaux où les membres peuvent partager des expériences, des stratégies d'adaptation et des ressources (podcasts, vidéos…). Ces espaces permettent non seulement aux personnes TDAH de se sentir comprises et soutenues, mais ils offrent également un lieu pour l'éducation et la démystification du TDAH auprès du grand public.

### Par pays

#### France
La Haute Autorité de santé a, en mars 2015, défini des recommandations pour le dépistage précoce et l'intervention du médecin de premier recours en faveur de la reconnaissance du trouble déficit de l’attention avec ou sans hyperactivité (TDAH), trouble qui touche à un degré variable de 3,5 % à 5,6 % des enfants en France. Les causes du trouble sont essentiellement neurobiologiques, mais des facteurs de protection ou de vulnérabilité liés aux traumatismes et à l'éducation sont à prendre en compte. Le traitement médicamenteux est très efficace mais, chez l'enfant plus jeune, c'est la stratégie éducative qui doit être privilégiée, l'information des parents, la collaboration avec les enseignants, l'information de l'enfant lui-même sur son trouble et la manière dont il peut le gérer. En 2021, plusieurs associations ont créé la journée nationale de sensibilisation du Trouble Déficit de l’Attention avec ou sans Hyperactivité (TDAH) qui se déroule le 12 juin, afin d'informer, sensibiliser, et de faire connaître ce trouble.

#### Canada
L’Institut national de santé publique du Québec (INSPQ), en mars 2019, souligne une proportion croissante d’enfants canadiens chez qui le diagnostic du TDAH est posé. Cette prévalence diagnostiquée annuelle du TDAH chez les enfants de 17 ans et moins était plus élevée au Québec (3,9 % en 2011-2012) que dans les autres provinces du Canada. Cette augmentation du diagnostic du TDAH chez les enfants s’accompagne avec la hausse de l’usage des médicaments spécifiques au TDAH sur le territoire canadien. En 2017, l’Institut national d’excellence en santé et en services sociaux (INESSS) a établi le portrait canadien de cette prévalence médicale chez les 0 à 25 ans entre le 1er avril 2014 et le 31 mars 2015. Le Québec se distingue du reste du pays avec le taux le plus élevé (6,44 %) alors que le taux de l’ensemble du pays se situe à 3,26 % (et à 2,39 % lorsque les données du Québec ne sont pas incluses dans la moyenne).
En décembre 2020, l’Assemblée nationale du Québec à confié à la Commission de la santé et des services sociaux un mandat d’initiative sur l’augmentation préoccupante de la consommation de psychostimulants chez les enfants et les jeunes en lien avec le trouble déficit de l’attention avec ou sans hyperactivité (TDAH). Les recommandations émises par la Commission consistent à s’ouvrir aux approches multidisciplinaires et collaboratives dans le traitement du TDAH et des troubles apparentés, améliorer l’accès aux services psychosociaux et l’amélioration du suivi du diagnostic.

## Controverses
Le trouble déficit de l'attention avec ou sans hyperactivité est controversé à plusieurs niveaux : d'une part l'existence du trouble lui-même, dont la nature comportementale est remise en cause ; d'autre part le traitement des enfants diagnostiqués à base de méthylphénidate, une pipéridine dont les effets pharmacologiques sont proches de ceux des amphétamines,,,,,. Le TDAH suscite ainsi régulièrement la polémique,.

### Diagnostic et médication
Des psychiatres et chercheurs en sciences humaines considèrent que le TDAH est au minimum surdiagnostiqué ; voire totalement inventé sous la pression de l'industrie pharmaceutique qui a dépensé des sommes considérables pour promouvoir ce diagnostic et surtout pour vendre ses produits,. Pour Jean-Claude St-Onge, écrivain et sociologue canadien, « plus de la moitié des diagnostics sont attribués sans que les enfants présentent des symptômes qui nuisent significativement à leur fonctionnement. (…) Plusieurs enfants présentent des symptômes (TDAH) parce qu'ils manquent de sommeil, ont des problèmes développementaux tels que la dyslexie (…) ou parce qu'ils vivent des situations familiales difficiles ».
Une série d’études universitaires a montré qu'existent des liens complexes, et bidirectionnels, entre les symptômes du trouble du déficit de l’attention avec ou sans hyperactivité (TDAH), l’insomnie, l’hypersomnolence, avec des effets sur le fonctionnement exécutif et les performances académiques. Toutes ces études soulignent la nécessité d’une prise en charge préventive et d’une sensibilisation accrue dans les milieux universitaires aux troubles du sommeil et du TDAH, afin d’améliorer le fonctionnement cognitif et la réussite des études ou de la vie sociale, professonnelle...
En 2017, les psychanalystes Gorana Bulat-Manenti et Gérard Pommier déclarent dans le Huffington Post que « ce diagnostic n'est reconnu par aucune des classifications françaises des problèmes de l’enfance », et « a été inventé sur mesure après la découverte de la Ritaline » car il « permet d'ouvrir un marché lucratif à l'industrie pharmaceutique » ; ce à quoi répond le chercheur du CNRS Franck Ramus, en qualifiant l'article de « chef d’œuvre de désinformation et de construction d’une vérité alternative ».
Le neuroscientifique Iain Duncan Smith, relayé par le journal The Guardian, dénonce la propension de certains psychiatres ou autres professionnels de santé, à prescrire trop rapidement des solutions médicamenteuses, sans autre thérapie ni examen supplémentaire. Le manque de moyens alloués à la santé mentale, surtout pour les enfants, est pointé du doigt et mis en cause à cette tendance déraisonnable. Mathieu Chappuy, du centre hospitalier Le Vinatier, à Lyon, parle lui davantage de disparité dans la prescription à travers le monde.
Cette diversité d'opinions est notamment due à une grande hétérogénéité de la prise de conscience sur la réalité de ce handicap invisibilisé par les travailleurs sociaux comme le souligne les rapports du le Défenseur des Droits, au sujet du déni de la protection de l'enfance en France, depuis 2015 et d'année en année, jusque tout récemment encore en 2022.

### Sur la molécule de méthylphénidate (Ritaline)
Une étude portant sur douze enfants, publiée en 2005, a ravivé ces inquiétudes en laissant penser à la possibilité d'effets cancérogènes. Cette étude, portant sur un échantillon très faible, n'a pas pu être répliquée et aucune étude postérieure n'a pu confirmer ces inquiétudes,,,,.
Plusieurs études ont mis en évidence certaines limites des traitements psychostimulants, en faisant apparaître que, selon les études à court terme, ces traitements réduisent les symptômes du TDAH,, alors qu'à moyen et long terme, ces traitements ne préviendraient pas l'apparition de comportements anti-sociaux, toxicomaniaques et un échec scolaire significatif,,,. À contrario, selon une méta-analyse, le traitement ne favorise pas les comportements toxicomaniaques futurs[source insuffisante] et qu'au contraire il les prévient d'autant plus chez les sujets souffrant de TDAH dont la prise en charge est précoce[source insuffisante].

### Effet du cannabis sur les troubles cognitifs
L'étude de sujets de discussion sur internet a relevé la présence de nombreux fils de discussion concernant l'utilisation de cannabis pour soigner ou diminuer l'influence du TDAH. L'analyse de 268 sujets a montré que sur l'ensemble des réponses 25 % soutenaient l'idée que le cannabis serait bénéfique dans le traitement du TDAH ; comparativement peu de réponses y opposaient une opinion contradictoire. Les recherches ne montrent pourtant pas de bénéfice clair à l'usage de cannabis et de dérivés cannabinoïdes pour le traitement du TDAH.
Outre les études ayant montré que le cannabis affecte durablement les capacités cognitives, la mémoire, l'attention et la concentration,,,,,, il est possible que l'apport de dopamine provoqué par la consommation de cannabis, provoque une accoutumance plus facile chez les TDAH, soit habitue les récepteurs et finissent par amoindrir l'effet de la dopamine chez les personnes atteintes de TDAH. La prévalence importante des personnes TDAH dans la population des patients victimes d'accoutumance et d'addiction au cannabis montre par ailleurs que bien que le cannabis puisse potentiellement amener un soulagement temporaire des symptômes, la population TDAH reste à risque et le bénéfice/risque n'est clairement pas avéré.

## Neurobiologie
Il a été observé une suractivation du cortex préfrontal dorsal médial (DMF) et une sous-activation du cortex cingulaire postérieur (CCP) chez les individus atteints de trouble déficitaire de l'attention avec hyperactivité (TDAH) par rapport aux individus témoins. Ces différences dans l'activité cérébrale suggèrent une altération neurobiologique spécifique associée au TDAH.

### Biomarqueur
Une étude a identifié neuf sites de méthylation de l'ADN à la naissance qui sont prédictifs des symptômes ultérieurs du TDAH, notamment ERC2 et CREB5. Cependant, aucun site de méthylation de l'ADN à l'âge scolaire n'était significativement associé au TDAH.
Une méta-analyse a révélé que les enfants atteints de TDAH présentent des niveaux de cortisol basal et matinal réduits par rapport aux jeunes sans TDAH, suggérant ainsi l'implication de l'hypoactivité de l'axe hypothalamo-hypophyso-surrénalien (HPA) dans le développement du TDAH. De plus, une autre constatation importante est que les jeunes atteints de TDAH affichent des niveaux inférieurs de facteur de nécrose tumorale alpha (TNF-α) par rapport à leurs pairs sans TDAH.
Des liens ont été établis entre le Trouble Déficit de l'Attention avec Hyperactivité (TDAH) et des niveaux réduits de ferritine sérique, indiquant une carence en fer chez les enfants atteints de TDAH. De plus, on observe des niveaux accrus de manganèse et des niveaux réduits de zinc chez ces enfants. Ces associations entre les niveaux de ces éléments et le TDAH suggèrent l'implication de ces facteurs dans la pathologie du TDAH.